# The World Turned Upside Down

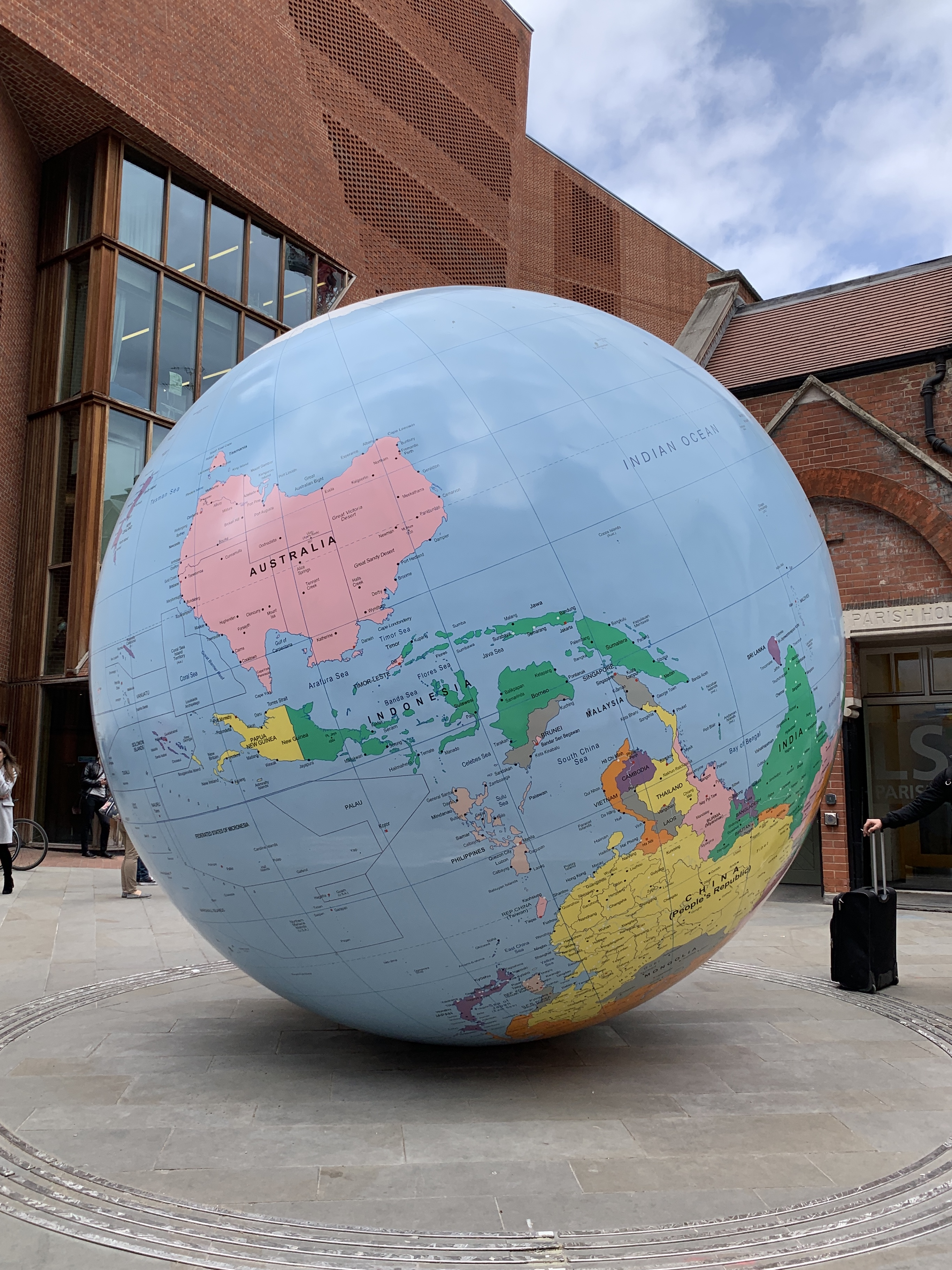
The World Turned Upside Down

The World Turned Upside Down (traducible al español como El Mundo al revés) es una escultura del escultor británico Mark Wallinger, ubicada en Sheffield Street, Londres, dentro del campus de la London School of Economics. El nombre proviene de una canción inglesa del siglo XVII. La escultura, que mide 4 metros de diámetro, es un globo terráqueo que descansa sobre su Polo Norte y se inauguró en marzo de 2019. Según se informa, costó más de £ 200.000, que fue financiada por donaciones de exalumnos.
La obra de arte generó controversia por mostrar a la isla de Taiwán como una entidad soberana, en lugar de como parte de la República Popular China. Después de protestas de estudiantes tanto de China como de Taiwán y las reacciones de observadores externos (entre ellos la presidencia de Taiwán y el Ministerio de Relaciones Exteriores de Taiwán) la universidad decidió más tarde ese año (2019) que mantendría el diseño original que mostraba cromáticamente a la República Popular China y la República de China como entidades diferentes, pero con la adición de un asterisco junto al nombre de Taiwán y un cartel correspondiente que aclaraba la posición de la institución con respecto a la controversia.
Un grupo de estudiantes vandalizó repetidamente la escultura por su omisión del Estado de Palestina, un estado observador no miembro en las Naciones Unidas.